# 米尔顿 (北达科他州)
米尔顿（英語：Milton），是美国北达科他州下属的一座城市。根据2010年美国人口普查，该市有人口58人。